# Dušan Makovický
Dušan Makovický (ur. 10 grudnia 1866 w Rużomberku, zm. 12 marca 1921 tamże) – słowacki lekarz, publicysta, pisarz i tłumacz dzieł Tołstoja.